# Karl Ingeborgasson (Lejonbalk)
Karl Ingeborgasson (Lejonbalk) ägde på 1200-talet Salnecke slott i Uppland.

## Biografi
Karl Ingeborgasson nämns första gången 1263 som dominus och var 1266 lagman i Tiohärads lagsaga. Han valde att begravas i Nydala kloster.
Herr Karl fick återlösa det av Bengt Sigtryggsson (Boberg) till minoritklostret i Skara skänkta godset Bjällum i Bolums socken i Valle härad i Västergötland, helt säkert på grund av hustruns bördsrätt.
Han dog tidigast 1266 men troligen 1273. Han nämns ej som levande efter 1266. Han och hustrun är begravda i Nydala kloster, till vilket makarna även testamenterade den ovan nämnda jorden. 

### Egendom
Karl Ingeborgasson ägde jord i Mo härad i Småland.

### Familj
Karl Ingeborgasson var 9 april 1263 gift med Ulfhild Sigtryggsdotter (Boberg), dotter till Sigtrygg Bengtsson (Boberg). De fick tillsammans barnen riddaren Folke Karlsson (Lejonbalk), riddaren Holmger Karlsson (Lejonbalk), Filip Karlsson (Lejonbalk), Ingeborg Karlsdotter (Lejonbalk) som var gift med riddaren Tore Bonde, Katarina Karlsdotter (Lejonbalk) som var gift med riksrådet Ragvald Puke och riddaren och lagmannen Magnus Karlsson (Lejonbalk) i Tiohärads lagsaga.
Sönerna Folke Karlsson (Lejonbalk) och Magnus Karlsson (Lejonbalk), var även de lagmän i Tiohärads lagsaga, sonen Folke Karlsson efterträdde honom, senast år 1273, och från omkring 1300 tog andre sonen Magnus Karlsson över lagmansämbetet i Tiohärads lagsaga.

## Vapen
I sitt sigill förde Karl Ingeborgason en kluven sköld med ett lejon i det heraldiskt högra fältet och med det vänstra fältet sex gånger styckat, så att det kan uppfattas som tre balkar.